# (68) Leto
(68) Leto is een grote planetoïde uit de hoofdgordel/planetoïdengordel die rond de zon draait met een periode van 4,64 jaar. Zijn spectraaltype is S, wat duidt op een steenachtige, silicaat-achtige samenstelling. Hij heeft een geschatte doorsnede van 123 km en een rotatieperiode van 14,8 uur.
De planetoïde werd ontdekt door de Duitse astronoom Robert Luther op 29 april 1861, en is genoemd naar Leto, de moeder van Apollo en Artemis in de Griekse mythologie.